# Copenhagen Masters 2014
Das Copenhagen Masters 2014 im Badminton war die 22. Auflage dieser Turnierserie. Es fand vom 27. bis zum 28. Dezember 2014 in Kopenhagen statt.

## Sieger und Platzierte
| Disziplin    | Gold                                        | Silber                                        | Bronze                            |
| ------------ | ------------------------------------------- | --------------------------------------------- | --------------------------------- |
| Herreneinzel | Viktor Axelsen                              | Jan Ø. Jørgensen                              | Tommy Sugiarto                    |
| Herreneinzel | Viktor Axelsen                              | Jan Ø. Jørgensen                              | Soo Teck Zhi                      |
| Herrendoppel | Mathias Boe Carsten Mogensen                | Anders Skaarup Rasmussen Mads Conrad-Petersen | Vladimir Ivanov Ivan Sozonov      |
| Herrendoppel | Mathias Boe Carsten Mogensen                | Anders Skaarup Rasmussen Mads Conrad-Petersen | Ow Yao Han Lim Khim Wah           |
| Damendoppel  | Christinna Pedersen Kamilla Rytter Juhl     | Suci Rizky Andini Tiara Rosalia Nuraidah      | -                                 |
| Mixed        | Joachim Fischer Nielsen Christinna Pedersen | Carsten Mogensen Kamilla Rytter Juhl          | Michael Fuchs Birgit Michels      |
| Mixed        | Joachim Fischer Nielsen Christinna Pedersen | Carsten Mogensen Kamilla Rytter Juhl          | Ricky Widianto Richi Puspita Dili |